# Calamondin
Calamodin (Citrus microcarpa, × Citrofortunella microcarpa sau × Citrofortunella mitis), cunoscut și sub numele de calamansi, este un hibrid de citrice important din punct de vedere economic care este cultivat în Filipine. Este nativ pentru Filipine și zonele înconjurătoare din sudul Chinei, Taiwan, Borneo și Sulawesi. Calamondinul este omniprezent în bucătăria tradițională filipineză. Se folosește în diferite condimente, băuturi, mâncăruri, marinate și gemuri. Calamondinul este, de asemenea, folosit ca ingrediente în bucătăriile din Malaysia și Indonezia.
Calamondinul este o citrofortunella, un hibrid între kumquat (considerat anterior ca aparținând unui gen separat Fortunella) și o altă specie de Citrus (în acest caz, probabil mandarina portocalie).

## Nume

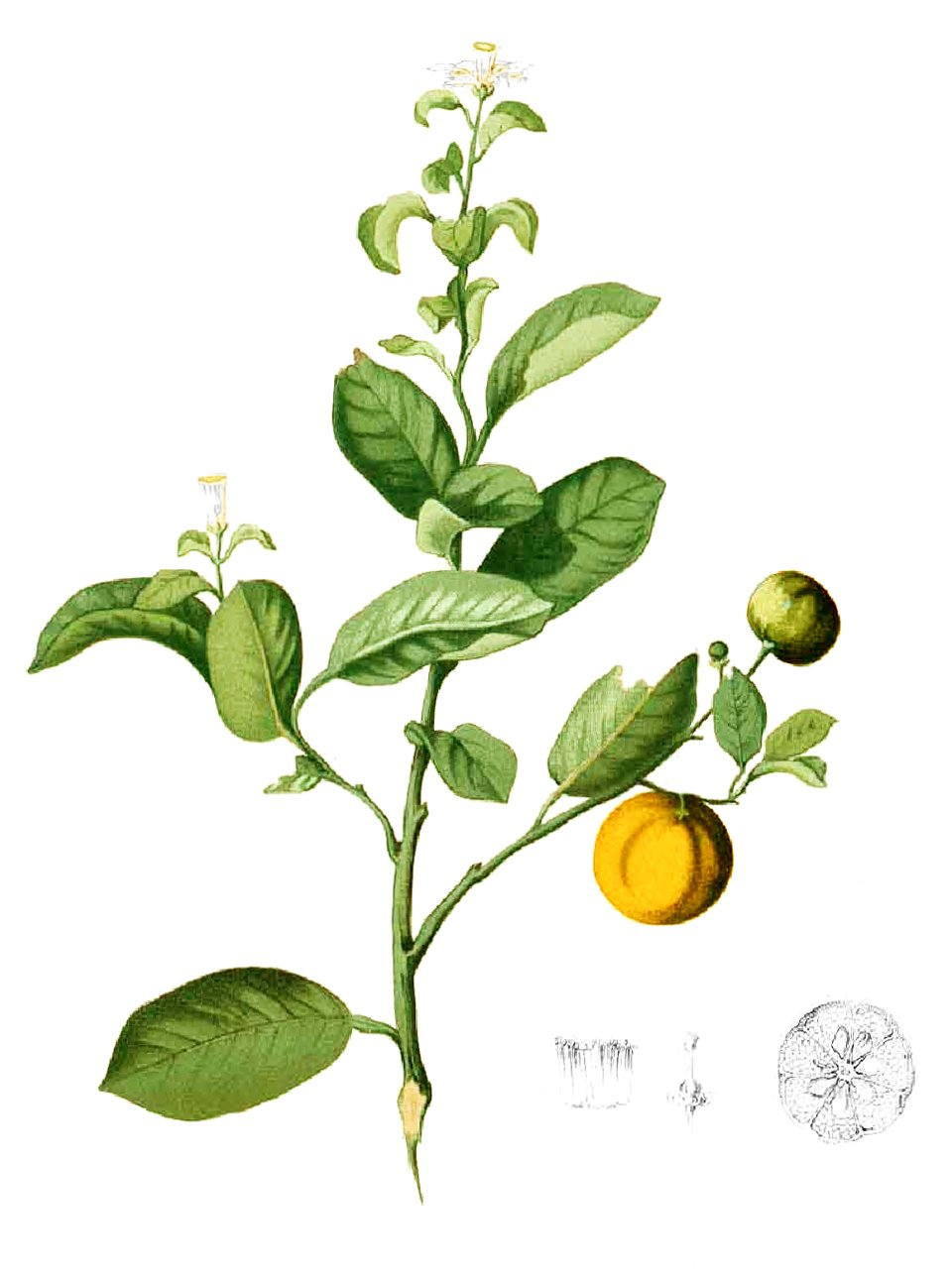
Calamondin desenat de Blanco, în Flora de Filipinas (1837)

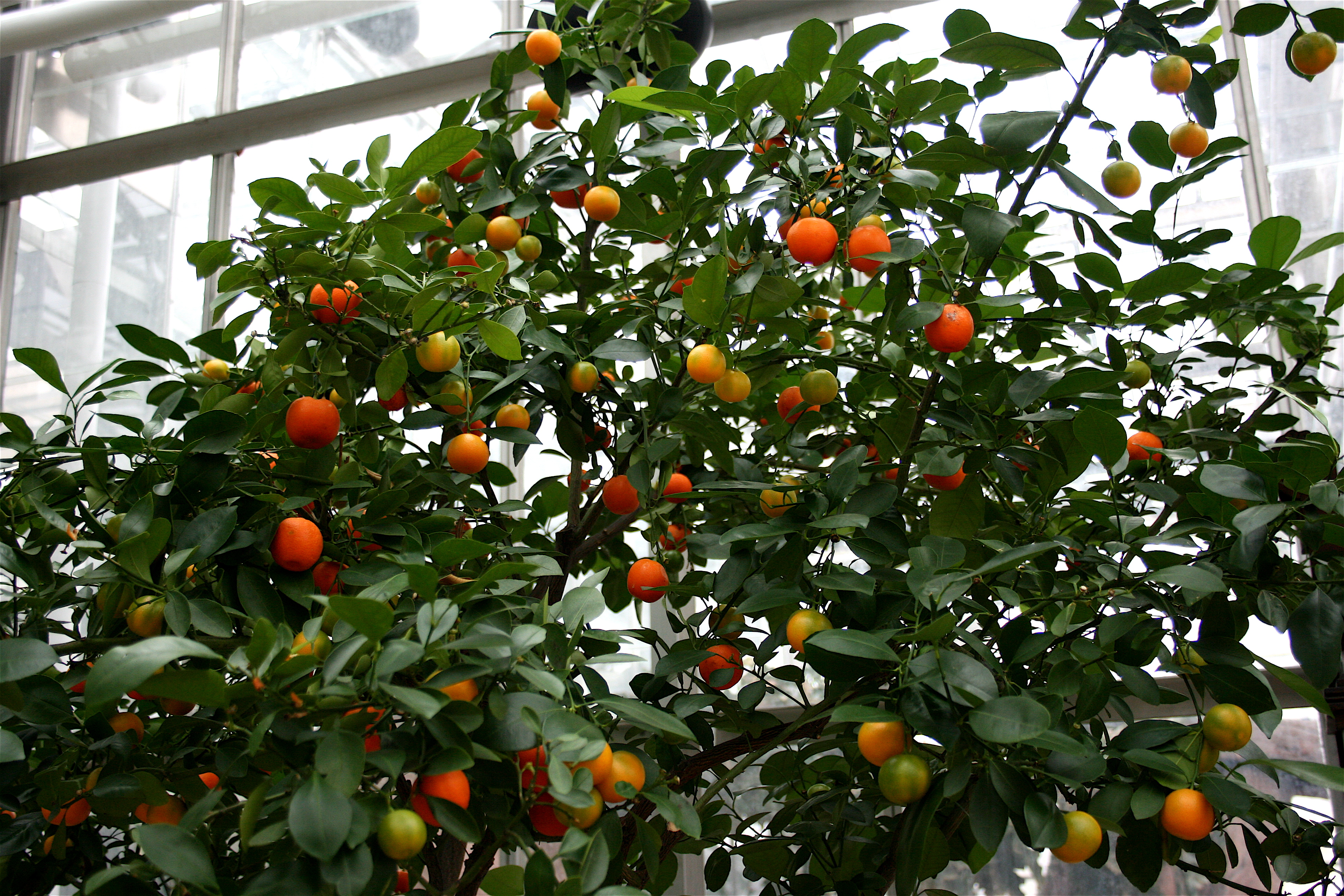
Arborele calamondin cu fructe

Numele "calamondin" este o formă a cuvântului din limba tagalog kalamunding. Alte denumiri comune ale calamondinului includ: calamansi, calamonding, calamondin portocaliu, calamandarin, lămâie aurie, lămâie filipineză și altele.
Calamondin a fost anterior identificat ca Citrus mitis Blanco, C. microcarpa Bunge sau C. madurensis Lour., toate clasificate drept citrice. Sistemul Swingle de clasificare a citricelor ar pune kumquats într-un gen separat, Fortunella, ceea ce face din calamondin un hibrid intergeneric, iar în 1975 i s-a dat numele hibrid × Citrofortunella mitis de către John Ingram & Harold E. Moore bazat pe numele speciilor Blanco, dar în 1984, D. Onno Wijnands a subliniat că numele speciei lui Bunge, C. microcarpa (1832), a precedat Citrus mitis (1837) al lui Blanco, făcând din × Citrofortunella microcarpa numele propriu zis. Analiza filogenetică plasează acum kumquatul în același gen ca și alte citrice, ceea ce înseamnă că hibrizii, inclusiv cei numiți anterior ca × Citrofortunella, aparțin de asemenea de Citrus.
Calamondin este cultivat pe scară largă în Filipine , unde este numit kalamansî [kɐlɐmɐnˈsɪʔ], pronunțat calamansi) sau kalamunding la poporul Tagalog, poporul Kapampangan și poporul Pangasinan ; și limonsito sau simuyaw [sɪˈmujɐw] de poporul Visayan. În Malaysia se numește limau kasturi; și în Sri Lanka ca hinnāraṁ (හින්නාරං). Calamondin crește, de asemenea, în partea de nord a Indoneziei și a Chinei de Sud. Este disponibil pe tot parcursul anului în Filipine și este văzut, de obicei, în stare verde nematurizat. Când este lăsată să se coacă, se transformă într-o mandarină portocalie.

## Descriere

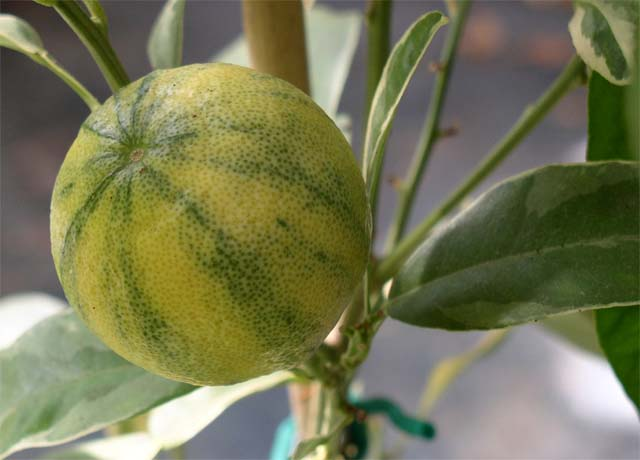
Fructe pestrițe de calamondin

Calamondin, × Citrofortunella microcarpa, este un arbore sau copac mic care ajunge la o înălțime de 3-6 metri. Planta este caracterizată prin apendicele asemănător aripilor pe pețiolurile frunzelor și florile albe sau purpurii. Fructul de calamondin seamănă cu o lămâie mică, rotundă, de obicei cu diametrul de 25–35 mm, dar ajunge uneori pana la 45 mm. Pulpa centrală și sucul are culoarea portocalie a unui mandarin cu o coajă de portocală foarte subțire atunci când este coaptă. Fiecare fruct conține de la 8 până la 12 semințe.

### Mutație pestriță
Există, de asemenea, o mutație variată a calamondinului obișnuit, care prezintă dungi verzi pe fructul galben.

## Folosire

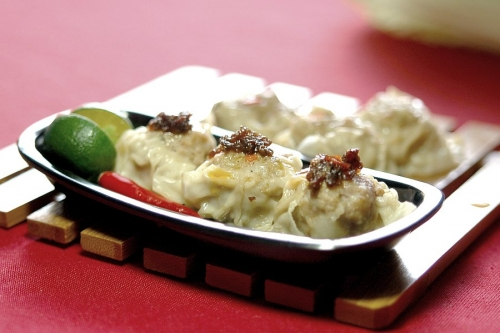
Calamondinul este de obicei folosit în stadiul său parțial copt ca un condiment acru pentru multe alimente din Asia de Sud, cum ar fi siomai filipinez de mai sus.

Fructele sunt acre și sunt adesea folosite pentru conservare sau gătit. Calamondinul poartă un mic fruct de citrice care este folosit pentru a aroma alimentele și băuturile. În ciuda aspectului exterior și al aromelor sale, gustul fructului în sine este destul de acru, deși coaja este dulce. Marrmelada din calamondin poate fi făcută în același mod ca și marmelada din portocale. Ca și alte fructe citrice, calamondinul este bogat în vitamina C.
Fructele pot fi înghețate întregi și folosite ca niște cuburi de gheață în băuturi cum ar fi ceaiul, băuturi răcoritoare, apă și cocktailuri. Sucul său poate fi folosit în locul sucului lămâii obișnuite persane (cunoscută și sub denumirea de Bearss lime). Sucul este extras prin zdrobirea întregului fruct și se obține o băutură aromată similară cu limonada. Un lichior poate fi făcut din fructele întregi, în combinație cu vodcă și zahăr.

### Asia
În bucătăriile asiatice, sucul este folosit pentru marinarea peștelui, pasărilor și a cărnii de porc. Este foarte frecvent utilizat ca un condiment în feluri de mâncare din bucătăria filipineză, cum ar fi tăițeii pancit sau orezul lugaw, sau în sawsawan (sos) pe bază de suc de calamansi și sos de soia / sos de pește folosit pentru pești, pachețele de primăvară, găluște și diverse mâncăruri savuroase.
Fructele sunt folosite în rețetele locale din nordul Indoneziei, în special în regiunea Sulawesi de Nord. Peștele este șpreiat și marinat cu suc înainte de gătire pentru a elimina mirosul de "pește". Kuah asam ("supa iute acrișoară") este o supă regională din pește la care se adaugă suc de calamondin.

### Florida

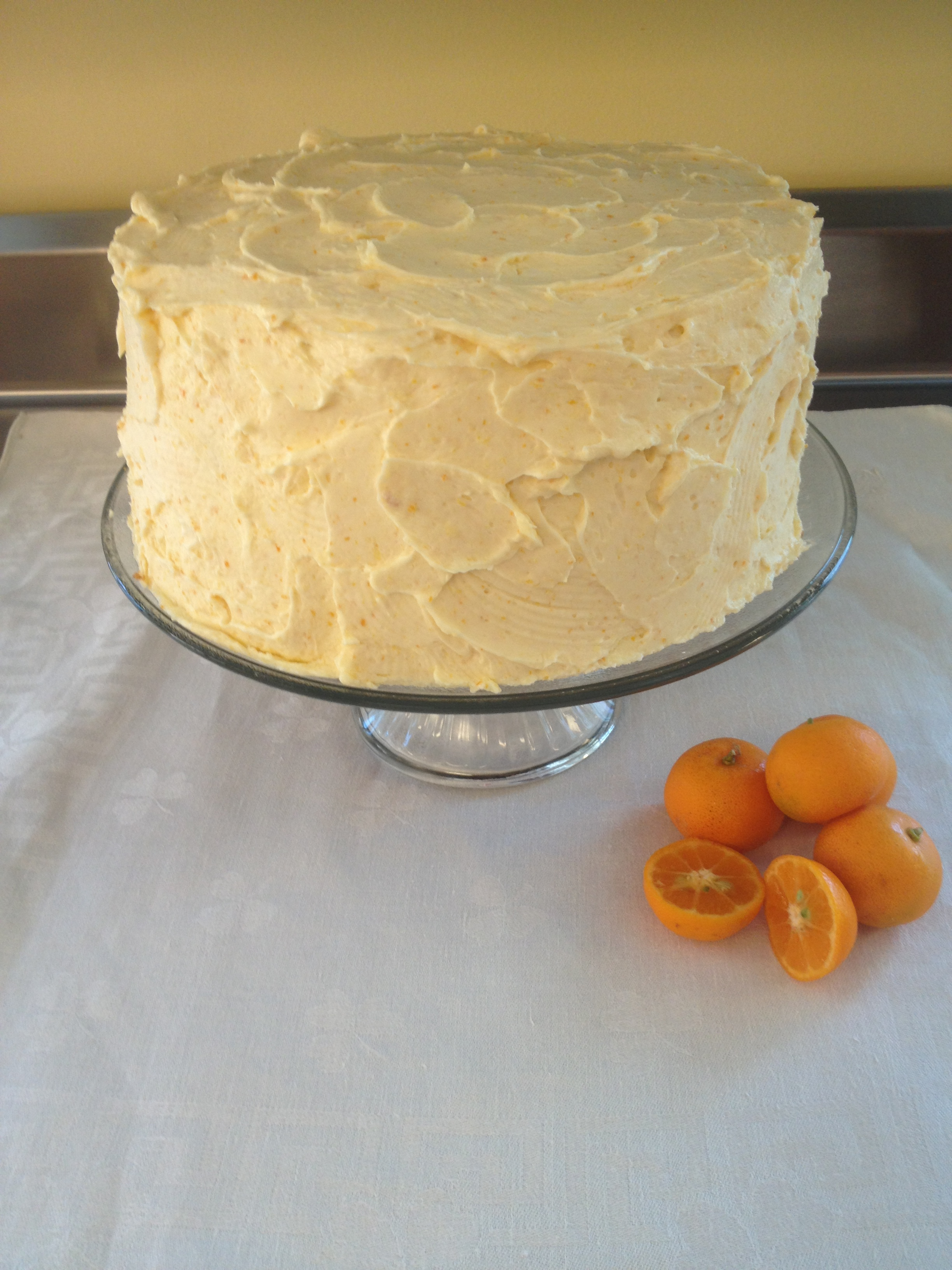
Tort de calamondin înghețat

În Florida, fructul este folosit în forma sa întreagă cât mai coaptă. Degustătorii au găsit elemente de gust de caise, mandarine, lămâie, ananas și guava. Coaja este atât de subțire încât fiecare fruct trebuie să fie prins cu mână în copac pentru a evita ruperea. Se poate folosi întregul fruct fără tulpini și semințe. Este prelucrat manual, prăjit, la blender sau în sucuri și utilizat în diverse produse cum ar fi tortul de calamondin, coulis, marmeladă și gem. Coaja poate fi deshidratată și utilizată ca aromă gastronomică cu sare și zahăr. Fructul a fost popular în bucătăriile din Florida sub formă de tort, din anii 1920 până în 1950.
Locuitorii din Florida care au un calamondin în curte folosesc adesea sucul într-o variantă de vară de limonadă sau suc de lămâie, așa cum s-a menționat mai sus, și, lăsat un pic acru, taie setea cu aroma sa distinctivă; de asemenea, poate fi folosit la pește și la fructe de mare sau oriunde s-ar folosi alte citrice.

## Cultivare

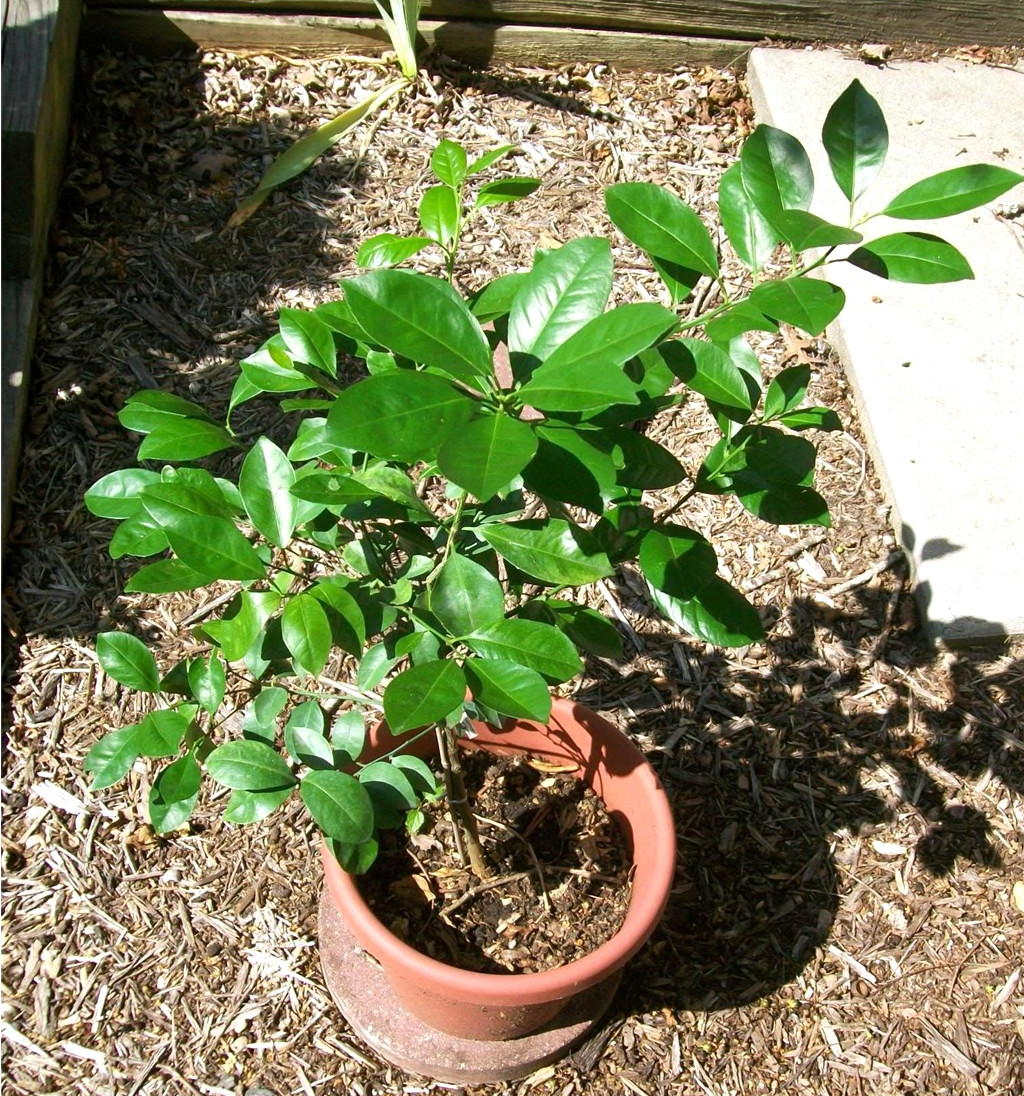
Răsad cultivat de calamondin la ghiveci

Cultivarea sa s-a răspândit din Filipine în toată Asia de Sud-Est, India, Hawaii, Indiile de Vest, America Centrală și de Nord.
În zona subtropicală și în părți ale Americii de Nord calde temperate, × Citrofortunella microcarpa este cultivată în principal ca o plantă ornamentală în grădini și în ghivece și pe terase și în curți. Planta este deosebit de atractivă atunci când fructele sunt prezente.
Planta este sensibilă la frigul prelungit și / sau extrem și, prin urmare, este limitată la creșterea în aer liber la zonele tropicale, subtropicale și zonele temperate cele mai calde (cum ar fi câmpul de coastă din sud-estul Statelor Unite (zonele USDA 8b-11) din California, sudul Arizonei, sudul Texasului și Hawaii). Plantele cu flori sunt aduse într-o seră, în solar sau în interior, ca o plantă de casă în timpul perioadelor de iarnă în regiunile cu climă mai rece.
În patria sa natală din Asia de Sud, calamondinul crește bine în zonele răcoroase și înalte și în solurile nisipoase bogate în materie organică. Zonele cu foarte multă apă nu sunt potrivite pentru cultivarea sa, deoarece nici un citrus nu tolerează continuu solurile înmuiate în apă. Pomii sau arborii altoiți vor începe să dea roade la un an sau doi ani după plantare. Copacii pot trăi timp de patruzeci sau mai mulți ani.
În cultivarea sa în Regatul Unit, această plantă a câștigat Premiul Garden Merit oferit de Royal Horticultural Society (confirmat 2017).